# Cooronga mcalpinei
Cooronga mcalpinei är en tvåvingeart som beskrevs av Hardy och Drew 1996. Cooronga mcalpinei ingår i släktet Cooronga och familjen borrflugor. Inga underarter finns listade i Catalogue of Life.